# マクラーレン・MCL33
マクラーレン・MCL33 (McLaren MCL33) は、マクラーレンが2018年のF1世界選手権参戦用に開発したフォーミュラ1カーである。

## 概要
2018年2月23日に正式発表された。パワーユニットは前年までのホンダからルノーに変更され、カラーリングはマクラーレン伝統のパパイヤオレンジにブルーが添えられている。
マシンのサイドポッドは他チームのマシン同様かなり小さく絞り込まれ、フロントウイングステーは前年のMCL32同様多くのスリットが入れられている。フロアには縦方向と横方向に細かなスリットが数多く入れられており、フロア下の気流に気を遣っている。ホンダからルノーへのパワーユニット変更に伴い、シャシー後部、ギアボックスのベルハウジング、リアサスペンション、冷却レイアウトが再設計された。
第5戦スペインGPから、先端に3つの穴を開けた奇抜な形状のノーズなど大幅なアップデートを施した「Bスペック」を投入した。
全チーム中唯一、エアインダクションボックス下に冷却装置を配置する「センタークーリング」を採用しなかった。

## 2018年シーズン
ドライバーはフェルナンド・アロンソとストフェル・バンドーンの両者とも残留。
この年もプレシーズンテストでトラブルが続発。ただ、トラブルのうち、PU関連のものよりシャシー関連のトラブルが多く、これらのトラブルが準備不足なのか設計の甘さなのかは不明だが、同じPUを積むレッドブルとルノーF1は類似のトラブルは起こしていない。そのため、ホンダPU時代から言われていたシャシー設計を含むマクラーレン側にも何らかの問題があるのではという指摘が正しいことを示唆する結果となってしまった。トラブルが響き、最終的な走行距離は全10チーム中最下位だが、アロンソが総合タイムでトップ3に入り、開幕戦のオーストラリアGPでアロンソが5位、バンドーンが9位とダブル入賞を果たし、一旦は不安要素を払拭した。
第5戦スペインGPまでチームとして連続入賞を果たし、チームが本命のマシンと称するBスペックを投入した同GPでアロンソが今季初のQ3へ進出を果たし、第6戦モナコGPもQ3進出を果たした。また、ポイントだけ見れば、前年の成績をスペインGPの段階で上回るなど、一見すると不振から脱したように見えた。だが、第6戦以降はマシントラブルのリタイアもあり全体的に失速。以降も幾度か入賞を果たしたものの、実際のところはそれに該当するGPにおいて予選Q3に進出していたマシンの不振やアロンソの奮闘に助けられた面がある。現に予選Q3勢が完走した第8戦フランスGPでは2台ともQ1敗退かつノーポイントだが、第9戦オーストリアGPではメルセデスのダブルリタイアを筆頭に予選Q3勢が少なくなるとアロンソが入賞圏内に入るという状況であり、純粋なマシンの戦闘力では他チームと勝負できているとは言えなかった。
チームとしてはザク・ブラウンCEOがマシンに風洞テストでは現れない空力問題があると語り、前年のMCL32よりダウンフォースが少ないことも認めている。
マシンの戦闘力不足はシーズンが進むにつれ表面化し、シーズン前半戦は予選決勝共にまずまずの結果を残していたが、後半戦は予選Q1落ちやテールエンダ―の常連という状況になるまで低迷。とくにバンドーンのシャシーにだけダウンフォースが抜けてしまう問題などが発生した。結果だけ見れば、コンストラクターズ6位の62ポイントを獲得やオーストラリアGPのアロンソの5位入賞など前年度からは改善したが、ホンダ時代2016年シーズンの76ポイントには及ばず、ルノーPUを採用すれば優勝できると豪語していた目論見は妄言に終わった。

## スペック

### シャシー
- 形式：マクラーレン MCL33
- モノコック：ドライバーコントロールと燃料電池を組み込んだカーボンファイバー・コンポジット製
- 安全構造：コクピット・サバイバルセル（対衝撃構造）、貫通防止パネル、フロント・インパクト構造、規定されたサイド・インパクト構造、一体型リア・インパクト構造、フロント＆リアロール構造、ハロ二次ロール構造
- ボディーワーク：カーボンファイバー・コンポジット製。エンジンカバー、サイドポッド、フロア、ノーズ、フロントウイング、リアウイング、ドライバー操作によるドラッグ抵抗低減システム（DRS）
- フロントサスペンション：カーボンファイバー製ウィッシュボーン、プッシュロッド式トーションバー、ダンパーシステム
- リアサスペンション：カーボンファイバー製ウィッシュボーン、プルロッド式トーションバー、ダンパーシステム
- 重量：733kg（ドライバー含む・燃料は含まず）、重量配分は45.4％:46.4％
- 電子機器：マクラーレン・アプライド・テクノロジーズ シャシー制御とパワーユニット制御、データ収集機器、データ解析およびテレメトリー・システムを含む
- 計器類：マクラーレン・アプライド・テクノロジーズ ダッシュボード
- 潤滑油：カストロール グリース、潤滑油
- ブレーキシステム：曙ブレーキ工業（AKEBONO） ブレーキキャリパー、マスターシリンダー、“ブレーキ・バイ・ワイヤ”ブレーキコントロールシステム、カーボンファイバー製ディスクブレーキ・パッド
- タイヤ：ピレリ P-Zero
- ホイール：エンケイ
- 無線機器：ケンウッド
- 塗装：シッケンズ
- 冷却システム：カルソニックカンセイ 冷却水、オイル

### パワーユニット
- 型式：ルノー R.E.18
- 最小重量：145kg
- パワーユニットコンポーネント：内燃エンジン(ICU)、MGU-K、MGU-H、エネルギー貯蔵装置(ES)、ターボチャージャー、コントロールユニット

#### エンジン
- 排気量：1,600cc
- 気筒数：V型6気筒
- 角度：90度
- バルブ数：24
- 最高回転数：15,000rpm（レギュレーションで規定）
- 最大燃料流量：100kg/h（10,500 rpmの場合）
- 最大燃料容量：105kg
- 燃料噴射方式：直接噴射（1シリンダーあたり1噴射器、最大500bar）
- ターボチャージャー：同軸単段コンプレッサー、タービン
- 燃料および潤滑油：BP/カストロール[14]

#### エネルギー回生システム
- 機構：モーター・ジェネレーター・ユニットによるハイブリッド・エネルギー回生。MGU-Kはクランクシャフトに、MGU-Hはターボチャージャーに接続
- エネルギー貯蔵装置(ES)：リチウムイオンバッテリー（20-25kg）、1周あたり最大4MJを貯蔵
- MGU-K
  - 最高回転数：50,000rpm
  - 最大出力：120kW
  - 最大回生量：1周あたり2MJ
  - 最大放出量：1周あたり4MJ
- MGU-H
  - 最高回転数：125,000rpm
  - 最大出力：無制限
  - 最大回生量：無制限
  - 最大放出量：無制限

### トランスミッション
- ギアボックス：カーボンファイバー・コンポジット製ケース、縦置き
- ギア数：前進8速、後退1速
- ギア操作：電動油圧式シームレスシフト
- ディファレンシャル：遊星歯車構造の多板リミテッド・スリップ・クラッチ式ディファレンシャル
- クラッチ：電動油圧式カーボンファイバー製多板クラッチ

## 記録
| 年   | No. | ドライバー | 1   | 2   | 3   | 4   | 5   | 6   | 7   | 8   | 9   | 10  | 11  | 12  | 13  | 14  | 15  | 16  | 17  | 18  | 19  | 20  | 21  | ドライバーズポイント | ポイント | ランキング |
| 年   | No. | ドライバー | AUS | BHR | CHN | AZE | ESP | MON | CAN | FRA | AUT | GBR | GER | HUN | BEL | ITA | SIN | RUS | JPN | USA | MEX | BRA | ABU | ドライバーズポイント | ポイント | ランキング |
| ---- | --- | ---------- | --- | --- | --- | --- | --- | --- | --- | --- | --- | --- | --- | --- | --- | --- | --- | --- | --- | --- | --- | --- | --- | -------------------- | -------- | ---------- |
| 2018 | 14  | アロンソ   | 5   | 7   | 7   | 7   | 8   | Ret | Ret | 16† | 8   | 8   | 16† | 8   | Ret | Ret | 7   | 14  | 14  | Ret | Ret | 17  | 11  | 50                   | 62       | 6位        |
| 2018 | 2   | バンドーン | 9   | 8   | 13  | 9   | Ret | 14  | 16  | 12  | Ret | 11  | 13  | Ret | 15  | 12  | 12  | 16  | 15  | 11  | 8   | 15  | 14  | 12                   | 62       | 6位        |

- 太字はポールポジション、斜字はファステストラップ（key）
- † 印はリタイアだが、90%以上の距離を走行したため規定により完走扱い。